# Tetractinomorpha
Le spugne tetractinomorfi (Tetractinomorpha) sono una sottoclasse delle Demospongiae. In realtà si è visto che si trattava di un raggruppamento parafiletico e pertanto oggi il valore tassonomico di questo raggruppamento non viene più riconosciuto.

## Ordini
- Homosclerophorida
- Astrophorida
- Spirophorida
- Lithistida
- Hadromerida
- Axinellida